# Список родов совок/J
Список родов совок включает более 4000 родов бабочек семейства Noctuidae.
| Оглавление: A B C D E F G H I J K L M N O P Q R S T U V W X Y Z |

## Список таксонов
- Janaesia
- Janseodes
- Janthinea
- Jarasana
- Jaspidia
- Jaxartia
- Jocheaera
- Jochroa
- Jodia
- Juncaria
- Jussalypena